# 国道132号

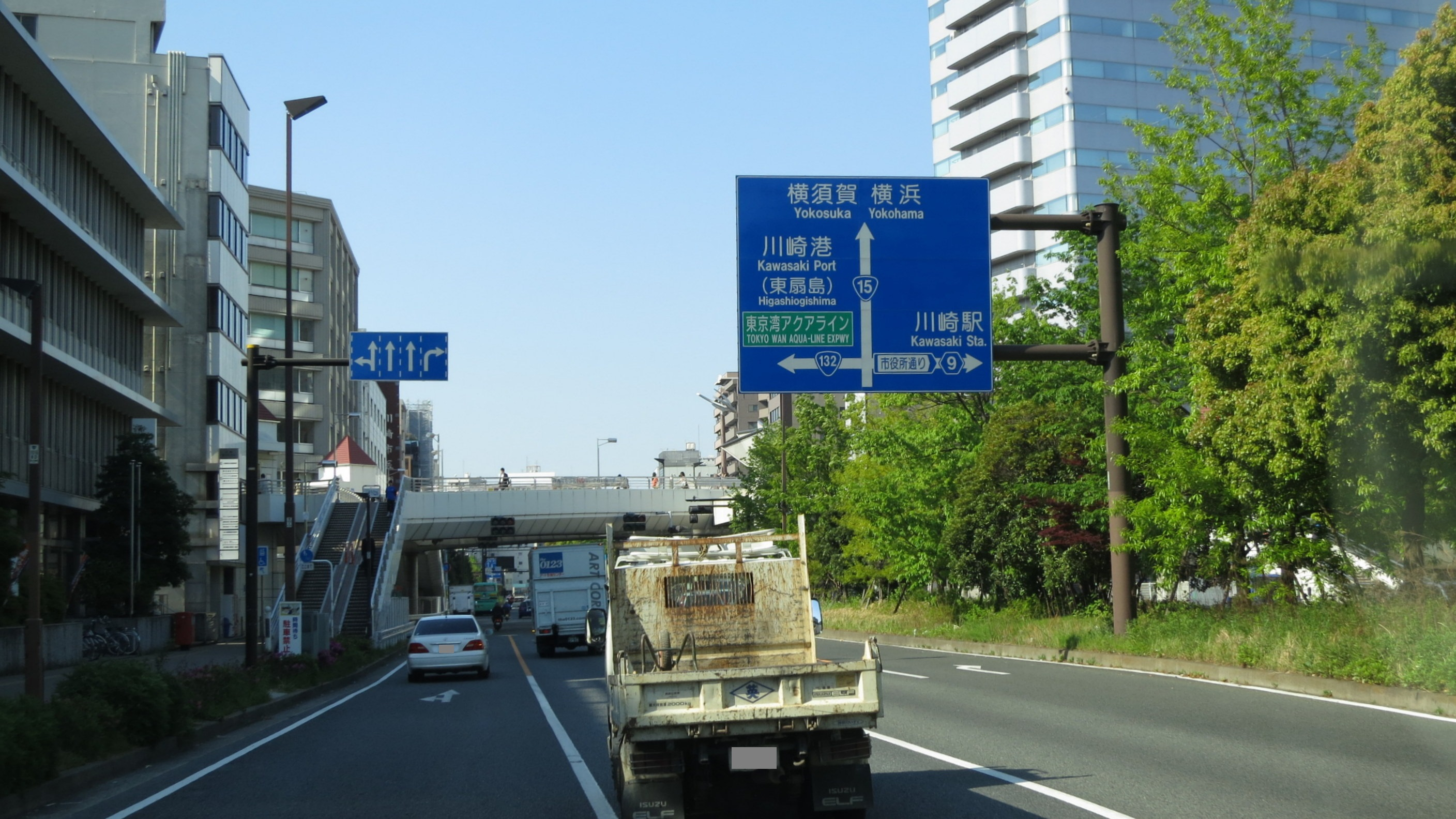
国道132号 終点
神奈川県川崎市川崎区
宮前町交差点

国道132号（こくどう132ごう）は、川崎港から神奈川県川崎市川崎区宮前町に至る一般国道である。

## 概要

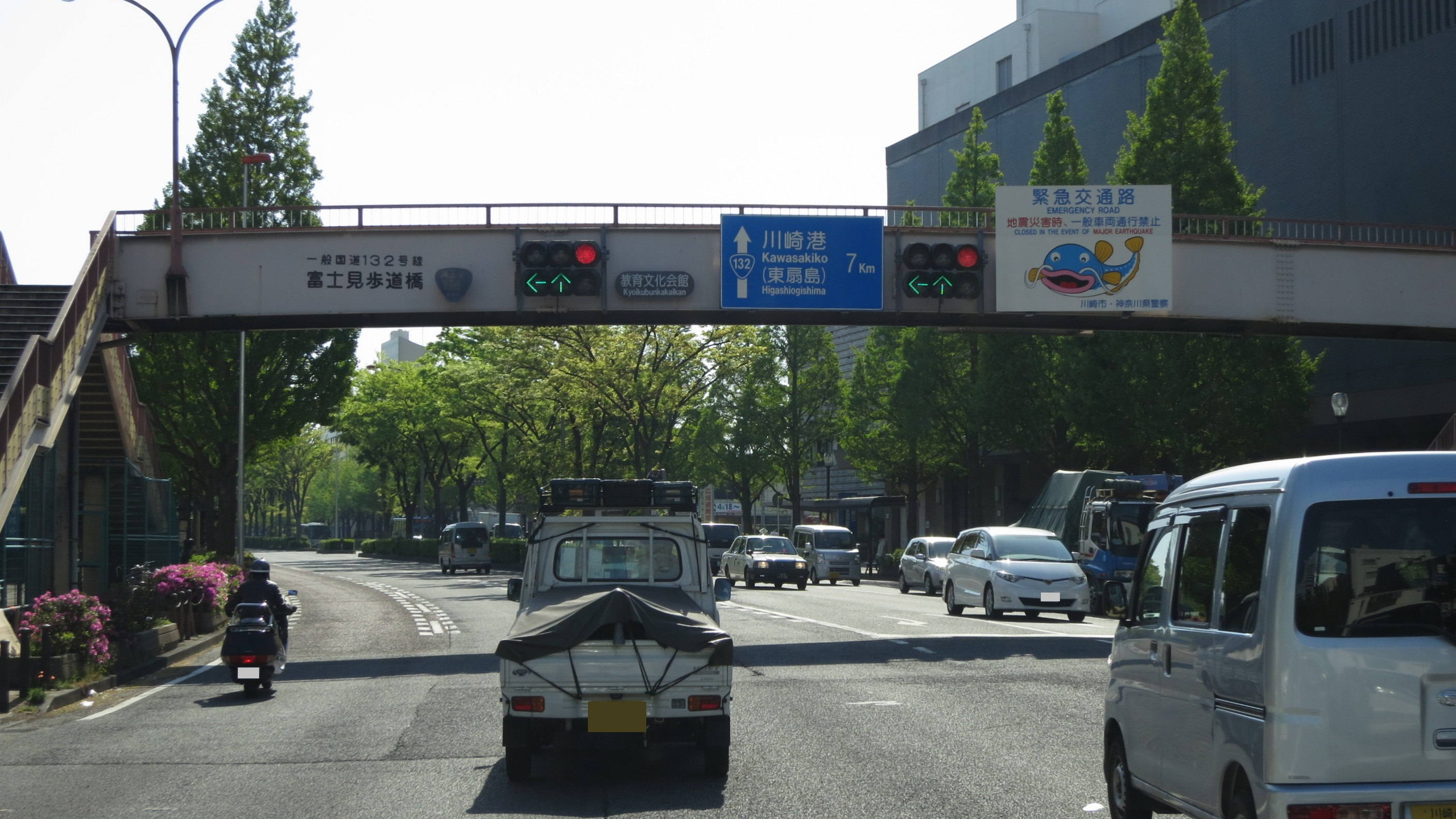
神奈川県川崎市川崎区 付近
（2013年4月）

川崎市川崎区内の千鳥運河に架かる千鳥橋（川崎港連絡所前）から、西へ大師公園や川崎市教育文化会館の前を経て、川崎区役所前の国道15号（第一京浜）交点とを東西に結ぶ延長約4.6 kmの一般国道の路線で、いわゆる港国道の一つ。主な通過地は、川崎区夜光、塩浜、観音、川中島、藤崎、中島、富士見の各地区である。1953年（昭和28年）の国道指定時は起点の位置が東京湾の海岸線にあったが、石油化学コンビナートの拠点にもなった千鳥町地区の埋立地化がすすみ、現在は千鳥町のコンビナート地区に通じる道路となっている。端点となっている起点付近には川崎港としての機能はなく、同港はさらに沖合の東扇島地区に移っている。

### 路線データ
一般国道の路線を指定する政令に基づく起終点および重要な経過地は次のとおり。
- 起点：川崎港（千鳥橋西詰）
- 終点：川崎市川崎区宮前町（宮前町交差点 = 国道15号交点、神奈川県道・東京都道9号川崎府中線起点）
- 重要な経過地：なし
- 総延長 : 4.6 km[3][注釈 2]
- 重用延長 : なし[3][注釈 2]
- 未供用延長 : なし[3][注釈 2]
- 実延長 : 4.6 km[3][注釈 2]
  - 現道 : 4.6 km[3][注釈 2]
  - 旧道 : なし[3][注釈 2]
  - 新道 : なし[3][注釈 2]
- 指定区間：なし[4]

## 歴史
- 1953年（昭和28年）5月18日 - 二級国道132号川崎港線（川崎港 - 川崎市宮前町）として指定施行[5]。
- 1965年（昭和40年）4月1日 - 道路法改正により一級・二級区分が廃止されて一般国道132号として指定施行[2]。

## 路線状況

### 通称
- 富士見通り（塩浜交差点 - 宮前町交差点）

### 道路施設

#### 橋梁
- 塩浜陸橋（東日本旅客鉄道東海道貨物線・神奈川臨海鉄道水江線）

## 地理

### 通過する自治体
- 神奈川県
  - 川崎市（川崎区）

### 交差する道路
- 東京都道・神奈川県道6号東京大師横浜線（塩浜交差点）
- 国道15号・神奈川県道・東京都道9号川崎府中線（宮前町交差点）